# Bulbus smithii
Bulbus smithii is een slakkensoort uit de familie van de Naticidae. De wetenschappelijke naam van de soort is voor het eerst geldig gepubliceerd in 1839 door T. Brown.